# ハン・トゥア駅
ハン・トゥア駅（ハン・トゥアえき、マレー語:Hang Tuah）はマレーシアのクアラルンプールにある、ラピドKL (RapidKL)の駅。KLモノレールとアンパン線・スリ・プタリン線が接続する。

## 周辺
- 夜市(駅近くにあるKenanga Wholesale Cityにて毎週日曜日)